# Страсбург (Огайо)
Страсбург (англ. Strasburg) — селище (англ. village) в США, в окрузі Таскарвас штату Огайо. Населення — 2735 осіб (2020).

## Географія
Страсбург розташований за координатами 40°36′2″ пн. ш. 81°31′46″ зх. д. / 40.60056° пн. ш. 81.52944° зх. д. (40.600594, -81.529559).  За даними Бюро перепису населення США в 2010 році селище мало площу 3,59 км², уся площа — суходіл.

## Демографія
Згідно з переписом 2010 року, у селищі мешкало 2608 осіб у 1121 домогосподарстві у складі 748 родин. Густота населення становила 725 осіб/км².  Було 1187 помешкань (330/км²).
Расовий склад населення:
| - 97,5 % — білих - 0,6 % — вихідців з тихоокеанських островів - 0,4 % — азіатів - 0,2 % — чорних або афроамериканців - 0,1 % — корінних американців |

До двох чи більше рас належало 0,3 %. Частка іспаномовних становила 1,6 % від усіх жителів.
За віковим діапазоном населення розподілялося таким чином: 20,3 % — особи молодші 18 років, 60,0 % — особи у віці 18—64 років, 19,7 % — особи у віці 65 років та старші. Медіана віку мешканця становила 44,1 року. На 100 осіб жіночої статі у селищі припадало 94,8 чоловіків;  на 100 жінок у віці від 18 років та старших — 91,9 чоловіків також старших 18 років.
Середній дохід на одне домашнє господарство  становив 59 195 доларів США (медіана — 48 750), а середній дохід на одну сім'ю — 60 859 доларів (медіана — 57 321). Медіана доходів становила 45 813 долари для чоловіків та 27 097 доларів для жінок. За межею бідності перебувало 15,1 % осіб, у тому числі 28,0 % дітей у віці до 18 років та 8,6 % осіб у віці 65 років та старших.
Цивільне працевлаштоване населення становило 1479 осіб. Основні галузі зайнятості: виробництво — 28,7 %, освіта, охорона здоров'я та соціальна допомога — 22,1 %, роздрібна торгівля — 10,7 %, мистецтво, розваги та відпочинок — 7,6 %.